# Hmeimat Eldayer
Hmeimat Eldayer (tiếng Ả Rập: حميمات الداير) là một ngôi làng Syria nằm ở Abu al-Duhur Nahiyah ở huyện Idlib, Idlib. Theo Cục Thống kê Trung ương Syria (CBS), Hmeimat Eldayer có dân số 1692 trong cuộc điều tra dân số năm 2004.